# Frangimento (fluidodinamica)
Il frangimento delle onde si verifica quando la velocità orbitale delle particelle sulla cresta ondosa eguaglia o supera la velocità di propagazione dell'onda (celerità), per cui la cresta ricade davanti l'onda stessa, appunto, infrangendosi. Questo fenomeno è quello che consente la maggiore dissipazione dell'energia del moto ondoso. Se consideriamo un'onda regolare progressiva, la forma che prende prima di frangersi dipende dal parametro di Irribarren ξ che si scrive come:
{\displaystyle \xi ={\frac {S_{b}}{\sqrt {\frac {H_{f}}{L_{0}}}}}}
Dove:
- Sb = inclinazione del fondo, tendenzialmente presa del 2%
- Hf= altezza d'onda di frangimento
- L0 = lunghezza d'onda

## Tipi di frangimento
In base al valore di  ξ si possono suddividere i seguenti tipi di frangimento:
- a deflusso (spilling) se ξ < 0,2
- a cascata (plunging)  se  0,2 < ξ < 1,5
- a collasso (collapsing) se 1,5 < ξ < 2,0
- a flusso montante (surging) se ξ > 2,0

## Calcolo dell'altezza di frangimento
Sperimentalmente è stato dimostrato che l'altezza dell'onda quando arriva a frangimento dipende da delle funzioni che mettono in relazione la profondità, altezza del fondo e periodo. Queste relazioni dipendono dalla profondità relativa:
- Profondità infinita: {\displaystyle {\frac {H_{f}}{gT^{2}}}=cost}
- Profondità intermedia: {\displaystyle {\frac {H_{f}}{gT^{2}}}=f\left({\frac {h}{gT^{2}}}\right)}
- Bassa profondità: {\displaystyle {\frac {H_{f}}{gT^{2}}}=f\left({\frac {h}{gT^{2}}},S_{b}\right)}
- Bassissima profondità: {\displaystyle {\frac {H_{f}}{gT^{2}}}=f\left(S_{b}\right)}

A livello sperimentale, le funzioni che servono per definire l'altezza di frangimento sono le relazioni sperimentali scritte da Goda:
{\displaystyle {\frac {H_{f}}{gT^{2}}}={\frac {A}{2\pi }}\cdot \left(1-exp\left(-3\pi ^{2}\left({\frac {h}{gT^{2}}}\right)\right)\right)}
Tuttavia, se siamo nel caso di una profondità intermedia si usa la relazione:
{\displaystyle {\frac {H_{f}}{gT^{2}}}={\frac {A}{2\pi }}\cdot \left(1-exp\left(-3\pi ^{2}\left({\frac {h}{gT^{2}}}\right)\cdot \left(1-15S_{b}^{1,33}\right)\right)\right)}
Per poter vedere a quale profondità si verifica il frangimento, si deve paragonare l'altezza d'onda calcolata, con quella di frangimento. Quando quella di frangimento supera quella calcolata l'onda si frange, allora ha senso calcolare il parametro di Irribarren per identificare il tipo di frangimento.

## Formula di Van der Meer
La formula per il calcolo del parametro di Irribarren è stato modificato dal Van der Meer, con la seguente formulazione:
{\displaystyle \xi ={\frac {tan\alpha }{\sqrt {\frac {H_{s}}{g\cdot T_{om}^{2}}}}}}
Dove Hs è l'altezza d'onda significativa e non quella di frangimento come Irribarren, considerando il un'onda irregolare calcola statisticamente e non come un'onda regolare progressiva.